# Thomomys mazama
Thomomys mazama — вид, поширений лише на Тихоокеанському північному заходу. Поширюються від прибережного Вашингтона до Орегону та північно-центральної Каліфорнії. Це один з найменших видів роду.

## Опис
Thomomys mazama мають колір від світло-коричневого до чорного, а дорослі особини мають розмір від 13 до 15 см у довжину. Відмінними рисами є загострені кігті, довгі вуса та виступаючі передні зуби, схожі на долото. Вид служить здобиччю для різноманітних хижих видів. Вид має поганий зір, але чудово вміє рити нори своїми довгими кігтями та сильними кінцівками, і його нори використовують ряд інших видів.
Thomomys mazama транспортує їжу та матеріал для гніздування за допомогою хутряних мішків на тілі та кишень на щоках. Раціон ховраха складається з рослинної сировини, переважно рослинності, коренів і бульб. Харчування адаптується до наявності різноманітної їжі, однак вони прагнуть вибирати найбільш соковиту їжу, доступну протягом року.
Thomomys mazama демонструють асоціальну поведінку, за винятком періоду вагітності та шлюбного періоду. Вид вважається полігамним. Вагітність триває приблизно 18 днів, у кожному посліді в середньому 3–4 дитинчат. Самиці зазвичай мають один виводок на рік між березнем і червнем. Тварини формують кутастий тунель у землі, копаючи коріння, щоб поїсти. У цьому процесі вони перетворюють ґрунт на м’який і просіяний порошок, у свою чергу створюючи унікальний курган неправильної форми зі зміщеним отвором.